# Ida d'Este
Ida d'Este (Venezia, 10 febbraio 1917 – Venezia, 9 agosto 1976) è stata una partigiana e politica italiana.

## Biografia

### Origini e formazione
Ida d'Este nacque il 10 febbraio del 1917 a Venezia, dove trascorse tutta l'infanzia e l'adolescenza. All'età di 15 anni, di sua iniziativa e non per intercessione di ministri della Chiesa, fece voto di castità e di dedizione totale a Dio, voto a cui tenne fede per tutta la vita. In effetti, la D'Este proveniva da una famiglia molto cattolica che le aveva trasmesso una fede profonda e confidenziale: si racconta, ad esempio, che ogni tanto entrava in chiesa per salutarlo dicendo: “Ciao, Signor! Non ho tempo oggi per fermarmi!”. 
Si laureò a Venezia a Ca' Foscari in lingue nel 1941 presentando la tesi su Pascal. In seguito ebbe modo di insegnare francese nelle scuole fino al 1943.

### La militanza antifascista
Dopo l'8 settembre del 1943 fondò un centro per aiutare i soldati italiani che erano riusciti a fuggire dalla deportazione. La sua vita ebbe una svolta in seguito all'incontro con Giovanni Ponti, insegnante di lingue classiche al liceo di Venezia. Lui introdusse Ida nel CLN e poi in politica. Ida, diventata sua segretaria, venne incaricata di compiere l'attività da staffetta di collegamento tra il CLN regionale e il CLN di Venezia, Padova, Vicenza, Rovigo e Belluno. Inoltre creò i primi gruppi femminili della DC, e per minimizzare l'attività cospirativa continuò ad insegnare e a restare nella Fuci.

### La carcerazione e la permanenza nel lager
Il 7 gennaio del 1945 venne arrestata a Padova con altri membri della CLN tra cui Giovanni Ponti ed Egidio Manighetti. Resta prigioniera dal 7 gennaio al 24 febbraio 1945, per più di un mese dovette subire da parte della banda Carità torture, interrogatori e la peggiore delle umiliazioni per una donna: il denudamento. Nel periodo di carcerazione inventa diverse attività: organizza cori di musica Jazz, pezzi d'opera e varie canzoni legate ai suoi sentimenti patriottici, come ad esempio: "Ecco qua siam tutti qua/ siamo vittime della Carità/ ma quando poi si volterà/ da noi giustizia si farà". A fine febbraio di quell'anno viene deportata nel campo di concentramento di Bolzano, "al blok F, dove rimane fino alla liberazione, obbligata a lavorare in una fabbrica di cuscinetti a sfera e a lavare la biancheria dei soldati e delle prostitute del campo. In Croce sulla schiena rievoca la dura esperienza delle torture e della prigionia,ma anche la nuova luce che ha illuminato la sua vita, la lotta per la libertà, inizialmente “una idea più intuita e amata che compresa”, una febbre esplosa come ansia insopprimibile che fa balenare un “nuovo mondo di pace e di democrazia che fino allora ci era stato negato”, scriverà nel 1964 in un articolo per il giornale del movimento femminile della DC “Donne d’Italia”. Ida avrà sempre nostalgia del periodo resistenziale come del momento più alto e felice della sua vicenda esistenziale: Oggi ho tutto il sole, tutta la libertà per me e non sono felice... Ho smarrito il brevetto della felicità, forse è rimasto lassù in quella cella, forse l’ho dimenticato più tardi al blok F". Durante la sua permanenza al lager Ida era catalogata con un numero: 10.114. Grazie a questa esperienza aumentò la sua attenzione verso le donne e così come il suo volere di aiutarle, dimostrando il suo interesse nei confronti della dignità femminile. Della donna ammira la sua capacità di affrontare con "serenità" e forza quelle situazioni difficili che per gli uomini risultano quasi impossibili da superare; ciò lo nota nel comportamento quotidiano delle carcerate, che pur stando dietro un filo spinato sono in grado di prendersi cura di sé e di chi le sta intorno. Nel 1945 Ida rischiò di essere deportata nel lager tedeschi in Germania, ma riuscì ad essere salvata e liberata grazie ad un intervento militare. In seguito, il suo desiderio di ricostruire il Paese distrutto dalla guerra, ideando così una nuova società di nuovi valori morali conquista nuova forza: è la voglia di fare politica.

### L'azione politica
Ripresasi dall'infiltrazione polmonare contratta nel lager, Ida d'Este riprese il suo insegnamento saltuario del francese. A partire da questo momento Ida cerca di farsi partecipe della vita politica italiana: pianifica il movimento femminile DC provinciale e regionale; per poter rivendicare il potere femminile e dare spazio alle idee femminili, crea insieme ad alcune amiche un quindicinale, "La voce della donna". Operò attivamente anche, insieme a Eugenio Gatto, alla "Sezione Studi Sociali", dove pose con grande determinazione la questione della donna e delle opere sociali per gli operai, ma decide di lasciarlo quando questo manifestava l'intento di divenire corrente.
Conseguentemente, fu delegata, con Tina Anselmi, al primo Congresso Nazionale della DC, dove partecipò con molta tenacia alle elezioni amministrative del '46 e alla campagna elettorale per la Costituente repubblicana e venne eletta come consigliere comunale. In seguito, trasferitasi a Roma, fu eletta parlamentare per la Democrazia Cristiana dal '53 al '58. 
Durante la sua permanenza a Roma, nel '50, partecipa alla fondazione del Comitato Italiano Difesa Morale e Sociale della Donna (CIDD) di area cattolica per reintegrare nella società e aiutare quelle donne liberate dalla schiavitù della Regolamentazione. Grazie a questa attività e alla propria esperienza con le prostitute acquisita durante la reclusione a Bolzano, Ida divenne una delle più strette collaboratrici della socialista Lina Merlin durante la stesura e l'azione di approvazione di quella legge che poneva la chiusura delle cosiddette "case chiuse".
Morì a 58 anni il 9 agosto 1976.